# Systrafoss
Systrafoss es una cascada situada en Islandia cerca del poblado de Kirkjubæjarklaustur. Se encuentra en el municipio de Skaftárhreppur en la región meridional Suðurland.

## Ubicación
Está en el recorrido del río Skaftá. Se encuentra entre la cima de la montaña y lago Systravatn, que se divide en dos cascadas separadas en el Bæjargil. Desde 1186 hasta la reforma de 1550 hubo un convento benedictino en Kirkjubæjarklaustur.

## Nombre
En islandés Systrafoss significa cascadas hermanas y se refiere a las monjas del convento. Hay un camino que asciende cerca a la cascada y que lleva al lago.